# Diogo Fernandes (ator)
Diogo Fernandes (Lisboa, 28 de Fevereiro de 1998) é um actor português.

## Biografia
Com 11 anos, Diogo começa a fazer teatro nas confrarias teatrais da companhia de teatro Teatro O Bando. Apesar de ter percebido que a sua vocação seria para o teatro, acaba por fazer uma escolha de formação académica menos emocional aos 17 anos e matricula-se no curso de Engenharia Informática na NOVA School of Science and Technology, enquanto mantem o seu desenvolvimento como actor como actividade extracurricular. Ao concluir o curso, muda-se para Inglaterra para estudar representação em Londres, com a ambição de um percurso internacional.
No entanto, a Pandemia de COVID-19 trá-lo de volta para Portugal, após ter sido aceite na escola de teatro The Oxford School of Drama. Decidindo ficar em Portugal, matricula-se na Escola Superior de Teatro e Cinema em 2020. No mesmo ano é escolhido como protagonista da primeira peça de teatro, Trouble, do realizador norte-americano Gus Van Sant, onde interpreta o artista Andy Warhol. A peça estreia em Portugal, no Teatro Nacional Dona Maria II, em setembro de 2021, e parte em digressão pela Europa, sendo apresentada em cidades como Roma, Paris, Toulose, Reims, Valladolid, Antuérpia, etc.
Em 2023, termina o curso de teatro e faz o espetáculo O Livro de Pantagruel, de Ricardo Neves Neves, no Teatro S.Luiz. Nesse mesmo ano, faz a sua estreia na televisão no elenco da novela Queridos Papás, como Nando, e co-protagoniza também a sua primeira longa-metragem Revolução (Sem) Sangue – uma história baseada em facto reais que acompanha as vidas dos quatro jovens que faleceram na revolução de 25 de Abril de 1974. Além disso, também faz séries e novelas entre as quais Os Eleitos e Senhora do Mar.

## Filmografia

### Televisão
| Ano         | Projecto        | Papel        | Notas                                                   | Canal             |
| ----------- | --------------- | ------------ | ------------------------------------------------------- | ----------------- |
| 2017        | Paixão          | David        | Elenco adicional                                        | SIC               |
| 2023        | Queridos Papás  | Nando        | Elenco adicional                                        | TVI               |
| 2023 - 2024 | Os Eleitos      | Telmo Pinto  | Elenco recorrente                                       | OPTO              |
| 2024 - 2025 | Senhora do Mar  | Rafael Vilar | Elenco adicional (parte 1); elenco recorrente (parte 2) | SIC               |
| 2025        | Ninguém como Tu | João         | Elenco principal                                        | TVI / Prime Video |
| 2025        | Lugar 54        | —            | Elenco principal                                        | RTP1              |

### Cinema
| Ano  | Projecto               | Papel         | Notas           |
| ---- | ---------------------- | ------------- | --------------- |
| 2021 | A Nossa Casa em Chamas |               |                 |
| 2022 | Drowning               |               | Protagonista    |
| 2022 | Bégan                  |               | Protagonista    |
| 2022 | Titus                  |               |                 |
| 2023 | Do Outro Lado          | Gabriel TP    |                 |
| 2023 | Filhas Da Pátria       | Jaime         |                 |
| 2023 | Viena Não Existe       |               | Co-Protagonista |
| 2024 | Penrose                | Óscar         | Protagonista    |
| 2024 | Revolução Sem Sangue   | Fernando Reis | Protagonista    |
| 2024 | Golden Shower          | Martim        |                 |
| 2024 | Um Beijinho            |               |                 |